# Alte Linde (Schwabach)
Die Alte Linde ist ein mindestens 280 Jahre alter Lindenbaum und ein Naturdenkmal am Hördlertor an der Regelsbacher Straße in Schwabach.
Archivalien bringen sie mit dem Jahr 1768 in Verbindung. Jedoch wird ihr Alter von Botanikern wesentlich höher geschätzt. Früher trafen sich auf dem Platz beim Baum neben dem Zollhäuschen am Ortseingang die Marktkaufleute.